# Narseducte
Narseducte (em persa médio: nrshydwhty; romaniz.: Narsehduxt; em grego clássico: Ναρσηδουκτ(η); romaniz.: Narsedoukt(e)) foi uma nobre sassânida do século III, quiçá esposa do xá Narses I. Segundo a inscrição Feitos do Divino Sapor de Sapor I (r. 240–270), portava o título de "dama dos sacas" (ZY  sk‘n  MLOTA), uma provável alusão a posição de Narses no Sacastão. Embora a fonte não seja explícita sobre o casamento dela com Narses, tal teoria é provável devido a posição que Narseducte ocupa na lista genealógica presente nos Feitos.